# Stotzweiher
Der Stotzweiher ist ein See in Mannheim. Er ist als flächenhaftes Naturdenkmal geschützt.
Er liegt inmitten des Industriegebiets von Mannheim-Neckarau. Der Name erinnert an Hugo Stotz’ Unternehmen (heute ABB Stotz-Kontakt), das hier seinen Sitz hatte. Das Naturdenkmal ist eine ehemalige Kiesgrube mit Baggersee. Auf den Uferböschungen bestehen in den Hecken- und Gehölzstreifen ökologisch wertvolle Biotopstrukturen und Lebensstätten für gefährdete und schützenswerte Pflanzen und Tiere. Das 0,93 Hektar große flächenhafte Naturdenkmal wurde 1987 ausgewiesen. Schutzzweck ist die Erhaltung des Weihers aufgrund seiner Eigenart und Seltenheit als Feuchtbiotop in einem Industriegebiet.